# Борсуча печера
Борсуча (рос. Барсучья) — печера в Башкортостані, Росія. Печера комплексного (горизонтально-вертикального) типу простягання. Загальна протяжність — 150 м. Глибина печери становить 46 м. Категорія складності проходження ходів печери — 1. Печера відноситься до Кутукського підрайону Бельсько-Нугуського району Південної області Західноуральської спелеологічної провінції.